# Ananga Ranga
Ananga Ranga é um manual erótico-sensual Indiano escrito no século XVI, por Kalyana Malla. O seu principal objetivo era prevenir a separação de um casal.
É muitas vezes comparado ao Kama Sutra, de fato alguns dos escritos do livro foram baseados neste.